# Pseudomennis coccinea
Pseudomennis coccinea là một loài bướm đêm trong họ Geometridae.